# Adeline De Walt Reynolds
Adeline De Walt Reynolds (* 19. September 1862 bei Vinton, Iowa; † 13. August 1961 in Hollywood, Kalifornien) war eine US-amerikanische Schauspielerin, die erst im Alter von 78 Jahren ihr Filmdebüt absolvierte.

## Leben und Karriere
Adeline De Walt wurde auf einer Farm als eines von zehn Kindern während des Sezessionskrieges geboren. Bereits im Alter von fünf Jahren wollte sie Schauspielerin werden, doch ihr Vater Jonathan stellte sich gegen den Traum seiner Tochter. Sie unterrichtete stattdessen als Lehrerin an einer Dorfschule, gab ihre Arbeit jedoch auf, weil ihre männlichen Kollegen mehr als sie erhielten. De Walt Reynolds heiratete im Jahre 1885 Frank Reynolds, einen aus ihrem Heimatdorf stammenden Holzhändler, welcher auch als Jongleur auftrat. Sie bekam vier Kinder und unterstützte ihren Mann in seinem Geschäft. 1892 soll der Theaterstar Henry Irving ihr angeboten haben, sich seiner Theatergruppe anzuschließen, doch De Walt Reynolds lehnte angeblich wegen ihrer Kinder ab. Nach dem Tod ihres Mannes 1905 siedelte sich die zu diesem Zeitpunkt mittellose Witwe mit ihren vier Kindern im kalifornischen Berkeley an und eröffnete eine Sekretärinnenschule. De Walt Reynolds wurde am 18. April 1906 Zeugin des Erdbebens von San Francisco. Als ihre Tochter sich beim College eingeschrieben hatte, entschied sie sich, ebenfalls einen Abschluss am College zu versuchen. Sie machte ihren Abschluss im Alter von 68 Jahren, unter anderem in Französisch.
Nach ihrem Abschluss arbeitete sie erneut als Lehrerin, nahm jedoch ebenfalls Schauspielstunden und begann in den 1930er-Jahren in Theaterstücken in Los Angeles aufzutreten. Das ebnete ihr den Weg ins Filmgeschäft. 1941 gab sie im Alter von 79 Jahren ihr Filmdebüt im Liebesfilm Komm, bleib bei mir als Großmutter von James Stewart. Der Regisseur des Filmes, Clarence Brown. nannte De Walt Reynolds einen „potenziellen Star“. Obwohl sie nie zu einem echten Filmstar wurde, absolvierte sie in den nächsten Jahren kleine, aber meistens markante Filmauftritte in über zwei Dutzend Filmen. Sie war unter anderem als Zigeunerin im Horrorfilm Draculas Sohn (1943) zu sehen und verkörperte die betagte Mutter eines irischen Pfarrers im Filmklassiker Der Weg zum Glück (1944), welche von Irland nach Amerika reist, um ihren Sohn in der letzten Szene des Filmes in die Arme zu schließen. Ihre letzte Filmrolle hatte sie in Cecil B. DeMilles Monumentalfilm Die zehn Gebote (1956) als gebrechliche alte Frau, welche aus einer Notsituation gerettet werden muss. In den 1950er-Jahren absolvierte sie regelmäßig Gastauftritte im Fernsehen. Sie hatte ihre letzte Rolle 1960 in der Fernsehserie Playhouse 90.
Adeline De Walt Reynolds verstarb 1961, einen Monat vor ihrem 99. Geburtstag. Bei ihrem Tod war sie das älteste aktive Mitglied der Screen Actors Guild. Ihre Asche wurde auf dem Westwood Village Memorial Park Cemetery in Los Angeles beigesetzt.

## Filmografie
- 1941: Komm, bleib bei mir (Come Live with Me)
- 1941: Der Schatten des dünnen Mannes (Shadow of the Thin Man)
- 1942: The Tuttles of Tahiti
- 1942: Sechs Schicksale (Tales of Manhattan)
- 1942: Iceland
- 1942: Street of Chance
- 1943: Und das Leben geht weiter (The Human Comedy)
- 1943: Behind the Rising Sun
- 1943: Draculas Sohn (Son of Dracula)
- 1943: Happy Land
- 1944: Der Weg zum Glück (Going My Way)
- 1944: Als du Abschied nahmst (Since You Went Away)
- 1945: Ein Baum wächst in Brooklyn (A Tree Grows in Brooklyn)
- 1945: Das grüne Korn (The Corn is Green)
- 1945: Counter-Attack
- 1945: The Little Witch
- 1948: The Girl from Manhattan
- 1949: The Sickle or the Cross
- 1950: Stars in My Crown
- 1950: The Silver Theatre (Fernsehserie, eine Folge)
- 1950: Fireside Theatre (Fernsehserie, eine Folge)
- 1950: Kim – Geheimdienst in Indien (Rudyard Kipling’s Kim)
- 1951: The Bigelow Theatre (Fernsehserie, eine Folge)
- 1951: Hochzeitsparade (Here Comes the Groom)
- 1952: Schwarze Trommeln (Lydia Bailey)
- 1952: Der rote Reiter (Pony Soldier)
- 1953: Three Lives
- 1953: Your Favorite Story (Fernsehserie, zwei Folgen)
- 1954: Zeugin des Mordes (Witness to Murder)
- 1956: General Electric Theater (Fernsehserie, eine Folge)
- 1956: Passport to Danger (Fernsehserie, eine Folge)
- 1956: Die zehn Gebote (The Ten Commandments)
- 1958: Have Gun – Will Travel (Fernsehserie, eine Folge)
- 1958: Shirley Temple’s Storybook (Fernsehserie, eine Folge)
- 1959: Peter Gunn (Fernsehserie, eine Folge)
- 1959: Abenteuer im wilden Westen (Fernsehserie, eine Folge)
- 1960: Playhouse 90 (Fernsehserie, eine Folge)